# NGC 7812
NGC 7812 é uma galáxia espiral (Sb) localizada na direcção da constelação de Sculptor. Possui uma declinação de -34° 14' 09" e uma ascensão recta de 0 horas, 02 minutos e 54,2 segundos.
A galáxia NGC 7812 foi descoberta em 25 de Setembro de 1834 por John Herschel.